# Parafia Niepokalanego Poczęcia Najświętszej Maryi Panny w Smoleńsku
Parafia Niepokalanego Poczęcia Najświętszej Maryi Panny w Smoleńsku – rzymskokatolicka parafia znajdująca się w archidiecezji Matki Bożej w Moskwie w dekanacie centralnym. Posługę duszpasterską w parafii sprawują franciszkanie. W parafii pracują również siostry orionistki.
Parafia sprawuje opiekę duszpasterską nad Polskim Cmentarzem Wojennym w Katyniu.

## Historia
Pierwszy katolicki kościół w Smoleńsku powstał w XII w. Był on pod wezwaniem Najświętszej Maryi Panny. Katolikami była ludność pochodzenia niemieckiego, która wyjechała z miasta w XV w.
Katolicy ponownie pojawili się w mieście po jego zdobyciu 13 czerwca 1611 roku, przez wojska Zygmunta III Wazy i włączeniu Smoleńska do Rzeczypospolitej. Już w tym samym roku erygowano diecezję smoleńską (pierwszego biskupa mianowano jednak dopiero w 1637). W 1667 roku Smoleńsk przeszedł do Rosji, a z miasta wyjechał katolicki biskup.
Kościół katolicki w Smoleńsku został zniszczony w 1812 roku w wyniku działań wojennych podczas inwazji Napoleona na Rosję. W 1839 roku zbudowano nowy kościół pw. Narodzenia NMP w miejscu dawnego kościoła oraz cmentarza Francuzów poległych w 1812 roku. Jako że okazał się on za mały dla rosnącej liczby wiernych, w 1894 roku zburzono go i w 2 lata wzniesiono w tym samym miejscu obecny kościół z czerwonej cegły. Konsekracji dokonano 29 czerwca 1896 roku. Parafia prowadziła również dzieła charytatywne.
Po rewolucji październikowej kościół został ograbiony przez komunistów, jednak w początkowych latach ZSRR parafia działała. W 1930 roku władze zakazały odprawiania mszy świętych, a w 1938 roku kościół został znacjonalizowany i przekształcony w archiwum.
Parafia odrodziła się w listopadzie 1991 roku. Władze miejskie oddały parafii przedrewolucyjny grobowiec rodziny Komorowskich, w którym dotychczas znajdował się zakład pogrzebowy. Grobowiec ten służył jako kaplica i mieszkanie najpierw dla zakonnic, a następnie dla proboszcza. Po odzyskaniu i wyremontowaniu części budynków przykościelnych powstał w nich klasztor franciszkanów. Dobudowano do niego kaplicę. Kaplica i klasztor zostały poświęcone 21 września 1999 roku przez administratora apostolskiego europejskiej części Rosji bpa Tadeusza Kondrusiewicza.
Po wyprowadzeniu się z kościoła archiwum miejskiego stoi on pusty. Mimo wcześniejszych zapowiedzi władz nie został on zwrócony wiernym.